# Вим'я

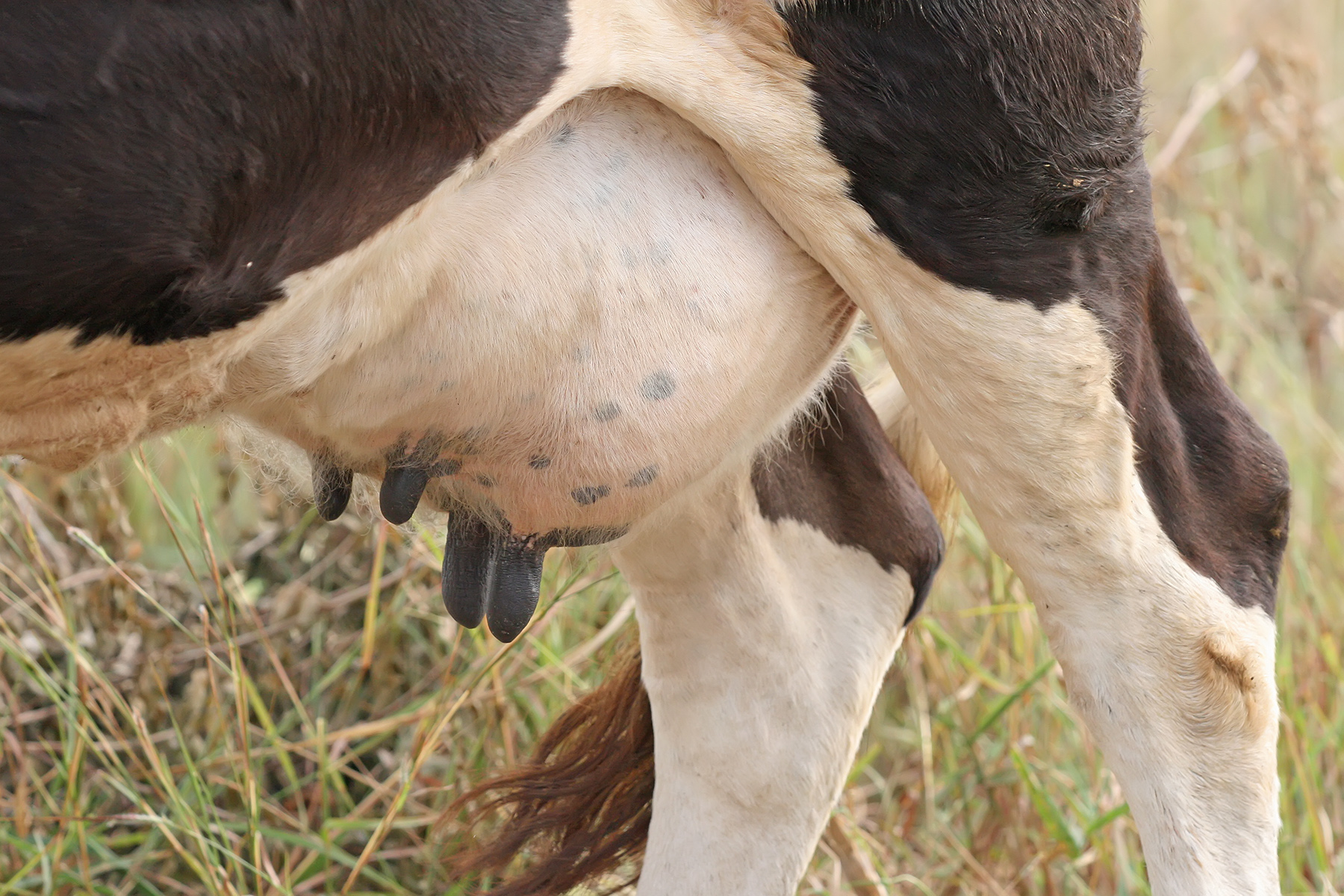
Коров'яче вим'я

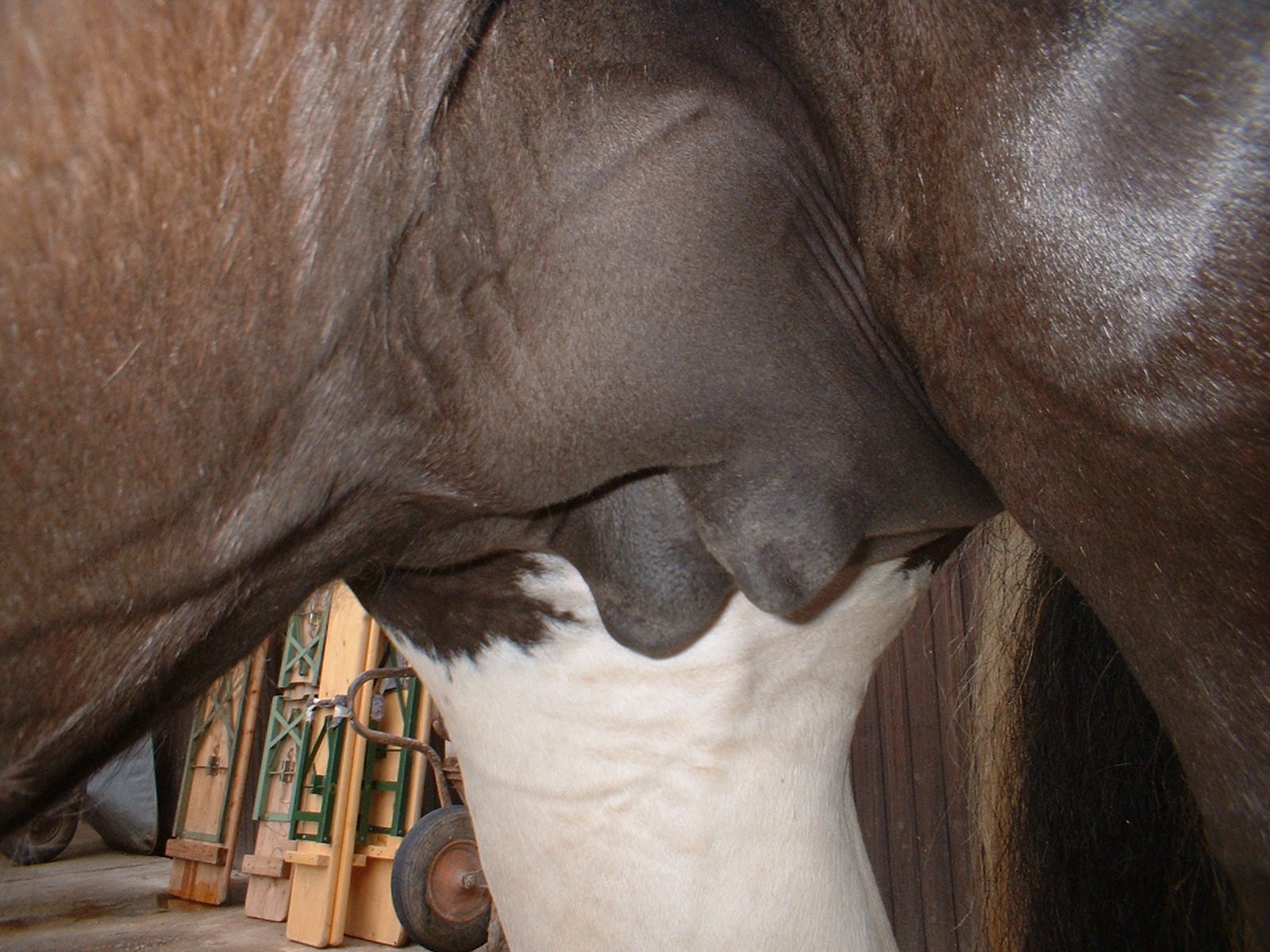
Кобиляче вим'я

Ви́м'я (род. відм. ви́м'я і ви́мені) — орган, сформований з молочних залоз у самиць деяких ссавців, зокрема жуйних (корів, овець, кіз, оленів). Аналогічне грудним залозам приматів, так само розвивається на молочних лініях. Соски вимені зазвичай називають дійками.
Розташоване вим'я в ділянці живота чи пахвині, складається з кількох часток, число яких різниться залежно від виду. Наприклад, в овець, кіз і кобил вим'я складається з одної пари часток, у корів — з двох пар, злитих в одне ціле, у свиней — з кількох пар. Молоко виробляє секреторний епітелій альвеол, розташованих навколо молочних протік, останні відкриваються в молочні цистерни (у корів їх налічують чотири). Утримання молока у вимені відбувається за рахунок капілярного ефекту, а також сфінктерних м'язів, розташованих навколо великих молочних протік. Для продукування 50 літрів молока корові необхідно пропустити через вим'я 25 000 літрів крові.
У молочному господарстві є необхідним додержання правил гігієни вимені: це запобігає маститам і сприяє рясному виділенню молока. Існують спеціальні косметичні засоби для догляду за шкірою вимені, що усувають тріщини на ньому, запобігають інфекційним хворобам, зменшують подразнення під час машинного доїння. Зберегти вим'я здоровим також допомагають харчові добавки, що містять вітамін E.
Вим'я рідко вживають в їжу, за винятком коров'ячого, що належить до субпродуктів першої категорії. У деяких національних кухнях вим'я готують як окремо, так і в суміші з іншими яловичими субпродуктами.